# Esplanadă
Esplanada (franceză și engleză esplanade) reprezintă o suprafață netedă, de dimensiuni mari, plantată cu iarbă, copaci și flori, situat în fața unui edificiu  monumental, pentru a-l evidenția.  
De asemenea, esplanada mai poate însemna și un loc amenajat pe o înălțime, de unde se pot privi împrejurimile. 
În domeniul militar esplanada reprezintă un teren plat, de obicei în pantă lină, amenajat în jurul unei lucrări de fortificație. 
Sensul vechi al cuvântului era de teren larg, deschis, în afara zidurilor cetății sau ale orașului, cu scopul de a oferi spațiu larg pentru schimburile de focuri ce aveau loc în preajma cetății. În sensul actual esplanada reprezintă un o alee destinată plimbărilor, de regulă de-a lungul malului mării, însă nu pe nisip. Esplanadele au devenit populare în perioada victoriană când era la modă frecventarea stațiunilor de pe litoral.
În America de Nord cuvântul esplanadă este utilizat cu sensul de fâșie de teren ce delimitează o șosea sau un bulevard. Aceste spații pot fi plantate cu iarbă, copaci și flori. Unele esplanade aflate de-a lungul drumului pot fi considerate parcuri, cu alei și bănci. 

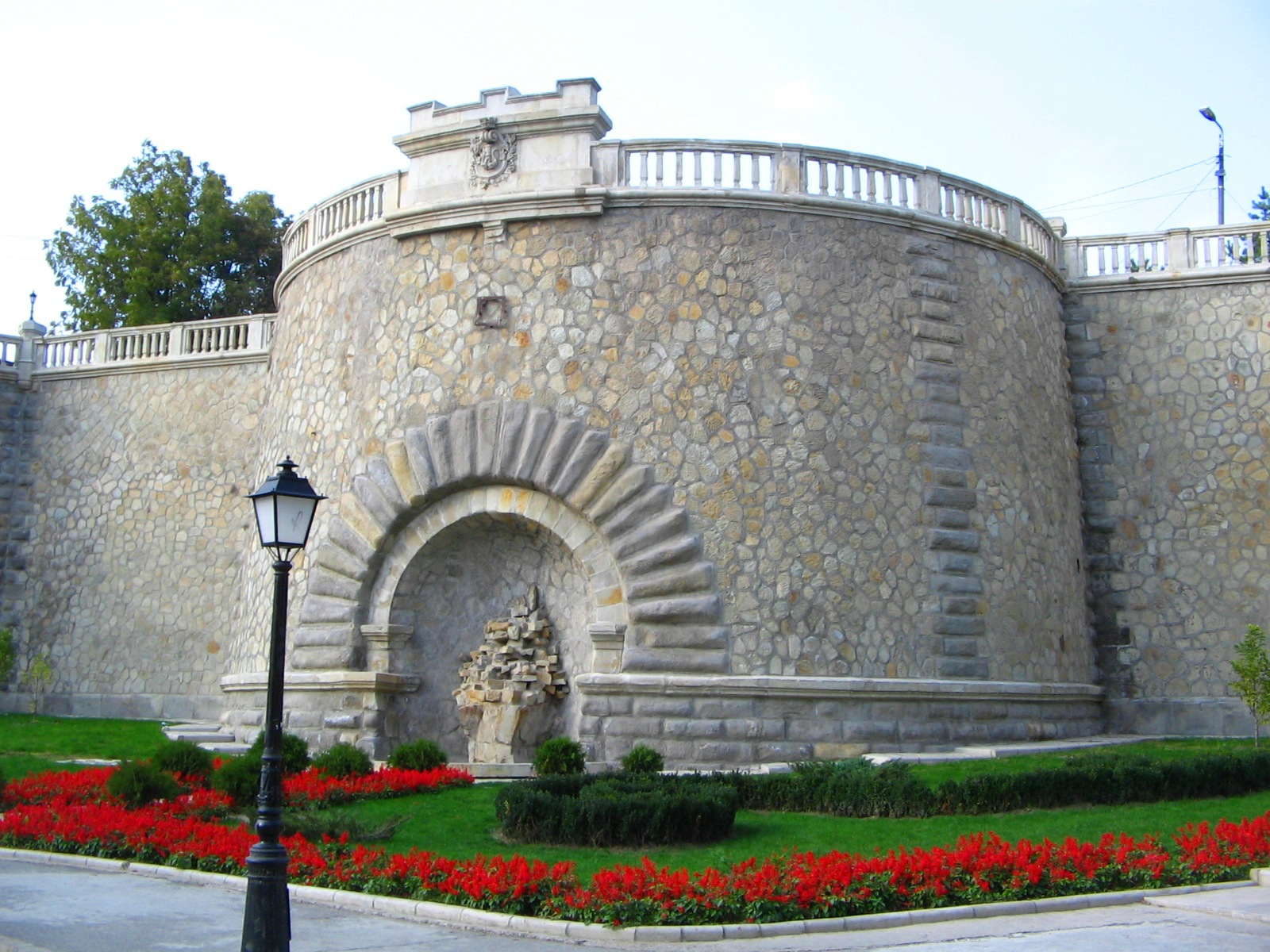
Esplanada Elisabeta (Râpa Galbenă) din Iași

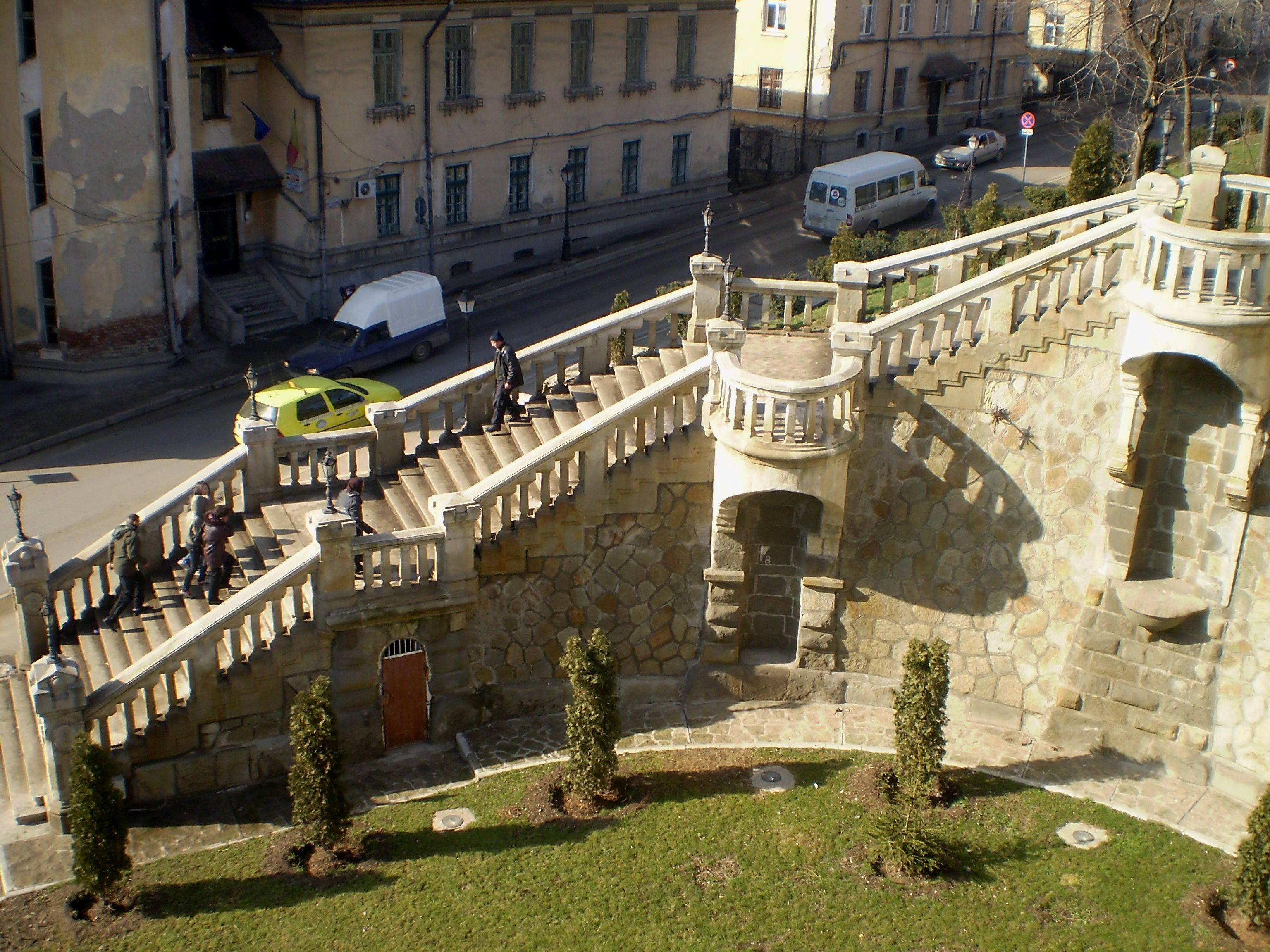
Esplanada Elisabeta, scara monumentală din dreapta

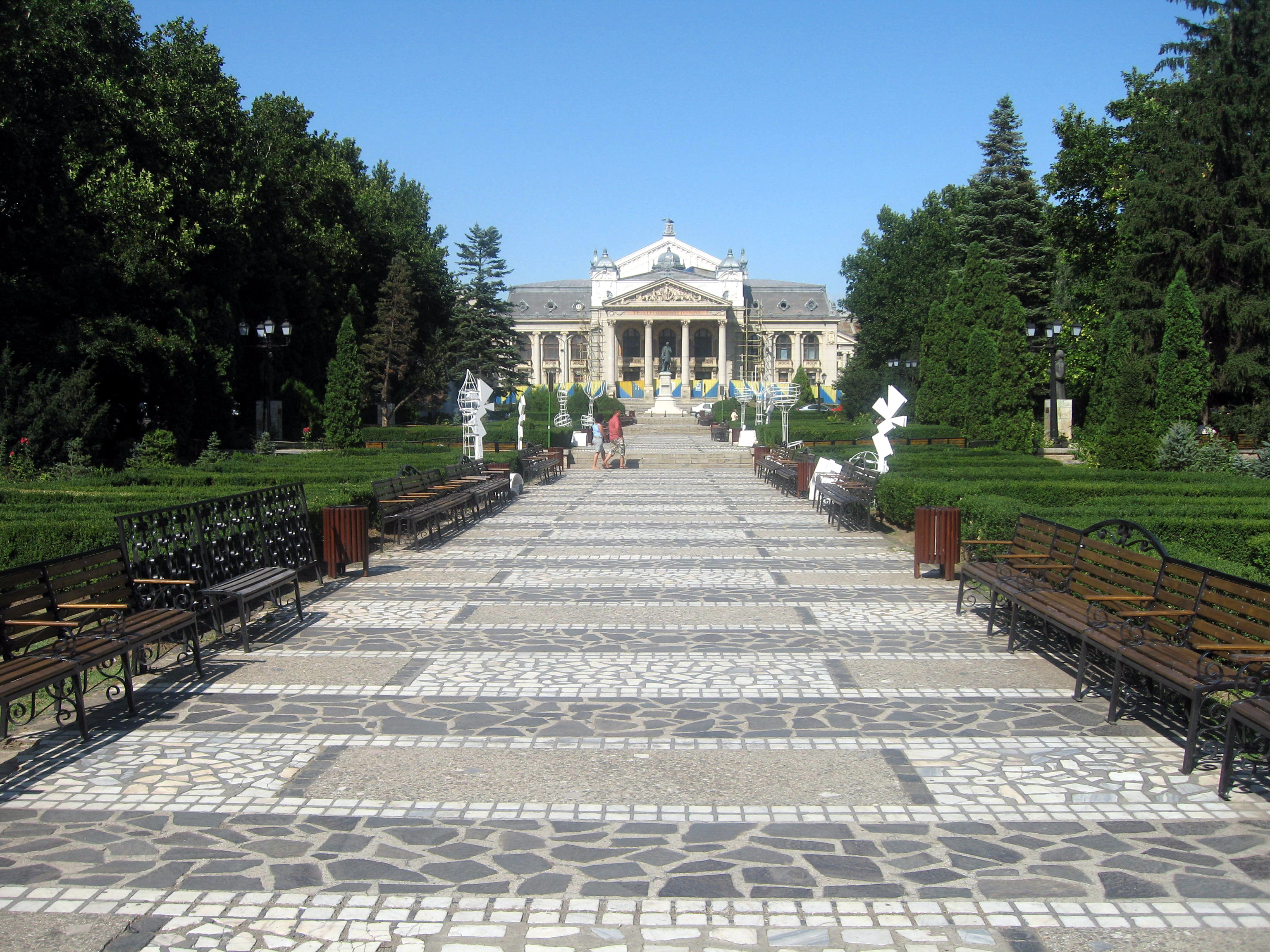
Esplanada Teatrului Național din Iași

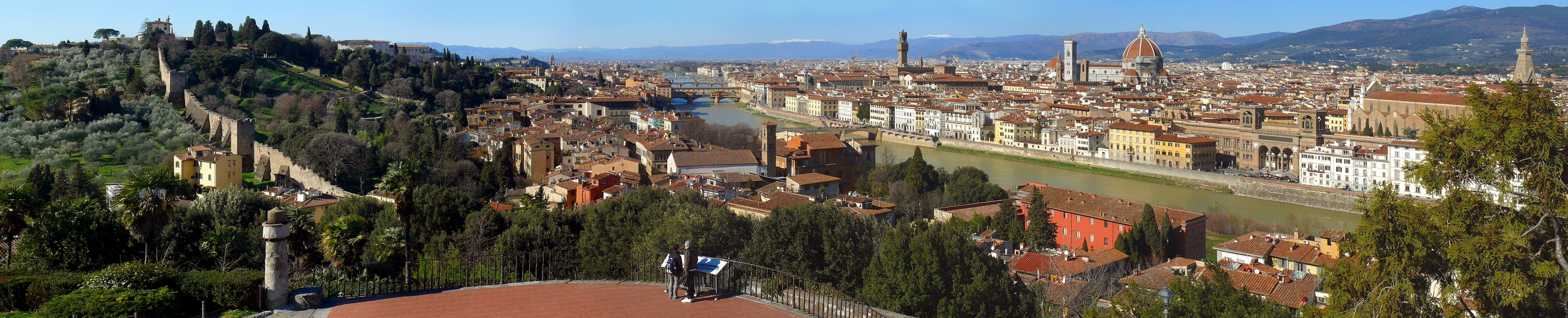
Vedere panoramică de pe esplanada Michelangelo din Firenze

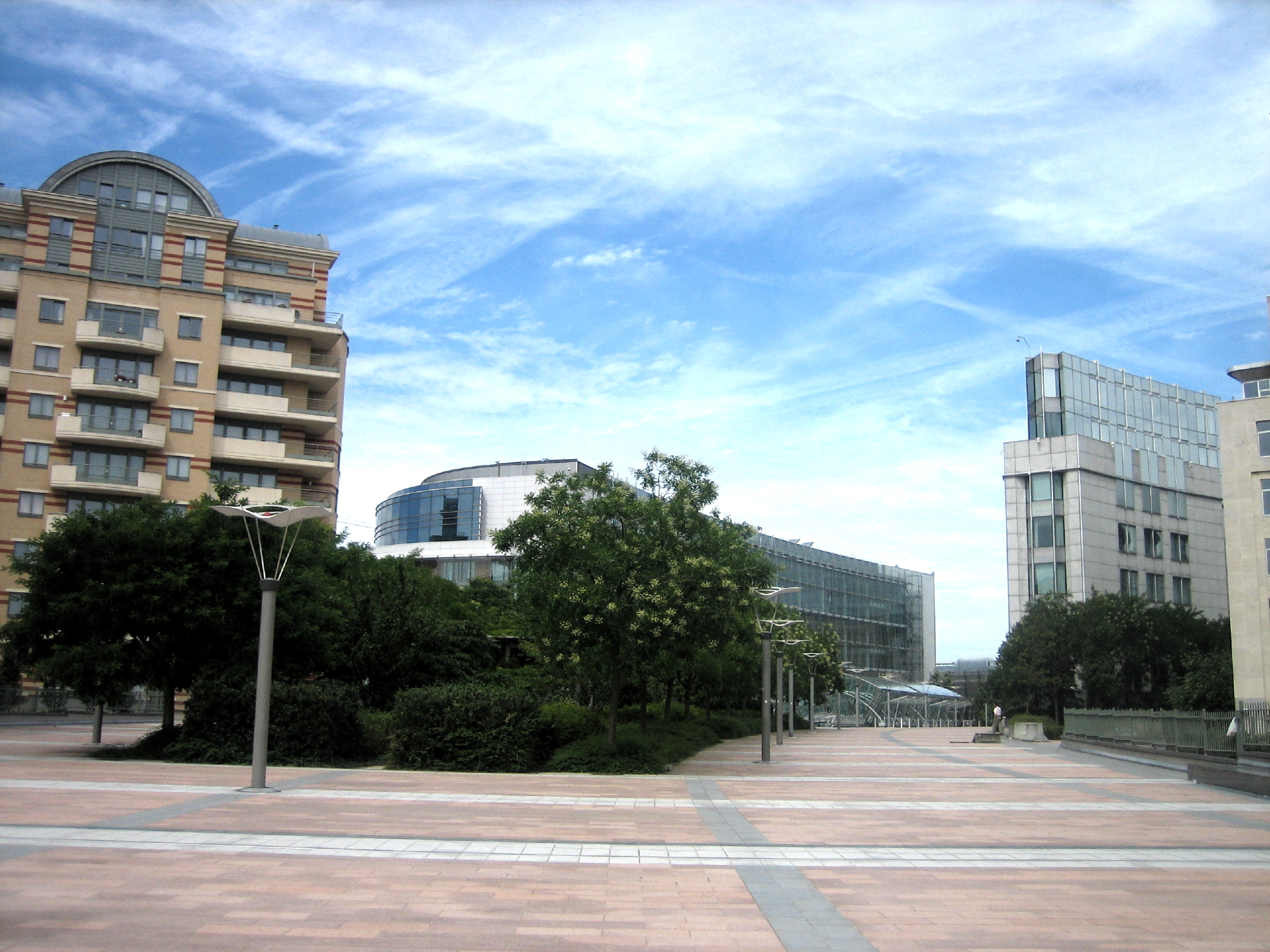
Esplanada Parlamentului European